# Терентьєвка (Казахстан)
Тере́нтьєвка (каз. Терентьев) — село у складі Карабалицького району Костанайської області Казахстану. Входить до складу Михайловського сільського округу.
Населення — 131 особа (2021; 235 у 2009, 395 у 1999, 477 у 1989).